# Roy de Ruiter (militair)
Roy de Ruiter, RMWO (Arnhem, 12 augustus 1981) is een reservist majoor-vlieger bij de Koninklijke Luchtmacht, sinds 2013 werkzaam in de burgerluchtvaart en sinds 31 augustus 2018 drager van de Militaire Willems-Orde.

## Loopbaan
De Ruiter solliciteerde op 16-jarige leeftijd bij de Koninklijke Luchtmacht. Op 20-jarige leeftijd werd hij operationeel inzetbaar als Apache-vlieger. Tijdens zijn carrière werd hij zesmaal uitgezonden naar Afghanistan, waar hij betrokken was bij talrijke operaties in de provincies Uruzgan en Helmand. De inzet van Apache-helikopters was hierbij van strategisch belang; zij voerden verkenningsvluchten uit, escorteerden konvooien en transporthelikopters, boden vuursteun en beschermden grondtroepen tijdens gevechtsacties.
De Ruiter stond bekend om zijn betrokkenheid bij het gezamenlijke optreden van lucht- en landmacht, waarbij hij zich intensief bemoeide met de planning van operaties en in de uitvoering blijk gaf van groot improvisatievermogen onder druk.
Na zijn actieve dienst is De Ruiter in dienst getreden bij de Royal Oman Police, waar hij zijn ervaring als helikoptervlieger voortzette.

## Onderscheiding
De Ruiter verkreeg de hoogste dapperheidsonderscheiding vanwege zijn optreden als Apache-vlieger tijdens de oorlog in Afghanistan. Het gaat om meerdere heldhaftige daden in de periode 2007 tot 2009 toen het Nederlandse leger militair was ingezet in de provincie Uruzgan.

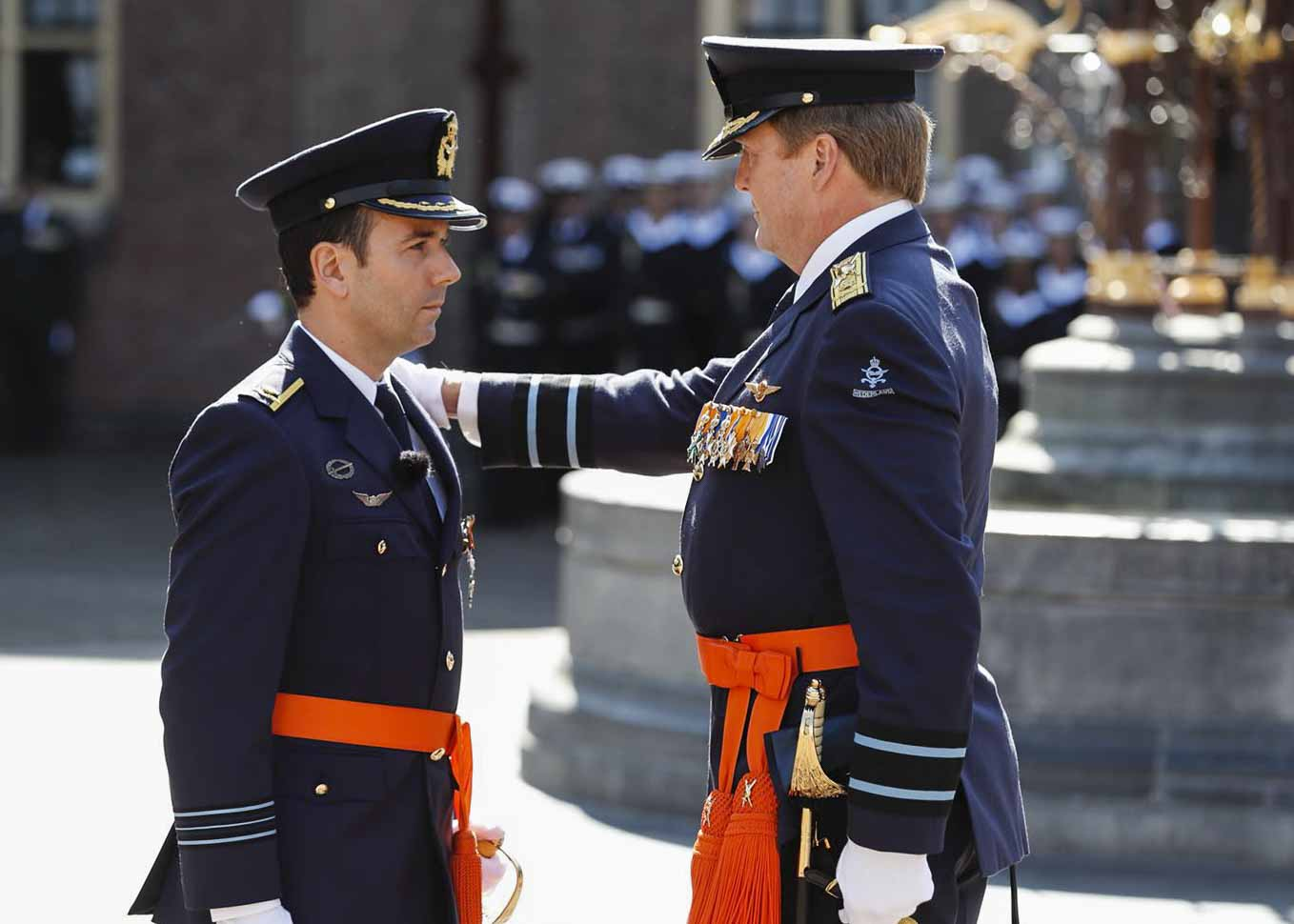
Koning Willem Alexander slaat De Ruiter tot Ridder in de Militaire Willems-Orde

In 2018 werd hij benoemd tot Ridder in de Militaire Willems-Orde, de hoogste Nederlandse dapperheidsonderscheiding, uitgereikt door Koning Willem-Alexander. De onderscheiding werd toegekend voor zijn optreden als Apache-gevechtshelikoptervlieger tijdens meerdere uitzendingen naar Afghanistan tussen 2007 en 2009.
Tijdens deze missies leverde De Ruiter luchtsteun aan grondtroepen onder risicovolle omstandigheden. Hij werd onderscheiden vanwege zijn moed, leiderschap en het nemen van initiatieven die volgens de beoordeling van het Kapittel der Militaire Willems-Orde van doorslaggevend belang waren voor het slagen van operaties.
Een van de bekendste acties vond plaats op 24 december 2007, tijdens een operatie in de provincie Helmand. Als Air Mission Commander bood hij gedurende twee uur luchtsteun aan Britse grondtroepen die onder vuur lagen van mortierstellingen. Door zijn tactisch voorstel de helikopters als afleiding in te zetten, wisten de troepen hun doelen te bereiken zonder verliezen. Tijdens deze actie opereerde De Ruiter op lage hoogte onder vuur, en nam hij zelf beslissingen om burgerslachtoffers te voorkomen.
Een ander voorbeeld betreft een gevechtsactie in september 2009, in een vallei bij de rivier de Helmand. Nederlandse militairen waren daar in een hinderlaag van de Taliban terechtgekomen. Onder moeilijke omstandigheden — met beperkt radiocontact en onder zwaar vijandelijk vuur — gaf De Ruiter op lage hoogte vuursteun, wat de evacuatie van een zwaargewonde collega mogelijk maakte. Tijdens dezelfde operatie wist hij ook geheime militaire documenten te vernietigen, waardoor inlichtingen niet in vijandelijke handen vielen.
Op meerdere momenten stelde De Ruiter zijn eigen veiligheid ondergeschikt aan die van de troepen op de grond. Zo ook in januari 2008, toen Nederlandse troepen onder vuur lagen bij Deh Rawod. Hij herkende als een van de eersten dat de troepen mogelijk onder eigen vuur lagen, en nam het initiatief om langer dan gepland boven het operatiegebied te blijven om luchtsteun te bieden.
In december 2007 leidde hij tevens een luchtactie ter ondersteuning van een operatie in een dorp nabij een Taliban-verzetskern. Chinook-helikopters landden nabij de plaatselijke bazaar, en onder dekking van de Apaches werden meerdere Talibanstrijders gevangengenomen en wapens in beslag genomen. De actie verliep zonder burgerslachtoffers. 

## Onderscheidingen
| Decoratie | Naam                                                          |
| --------- | ------------------------------------------------------------- |
|           | Ridder in de Militaire Willems-Orde der Vierde Klasse         |
|           | Herinneringsmedaille Internationale Missies met gesp '6-ISAF' |
|           | Luchtmachtmedaille                                            |
|           | NAVO-medaille met gesp 'ISAF'                                 |

De Ruiter is gerechtigd tot het dragen van de volgende insignes:
| Insigne | Naam                                                 |
| ------- | ---------------------------------------------------- |
|         | Militair Vliegbrevet Koninklijke Luchtmacht          |
|         | Vaardigheidsembleem Joint Terminal Attack Controller |
|         | Helicopter Weapon Instructor Course                  |